# Artilerie călăreață

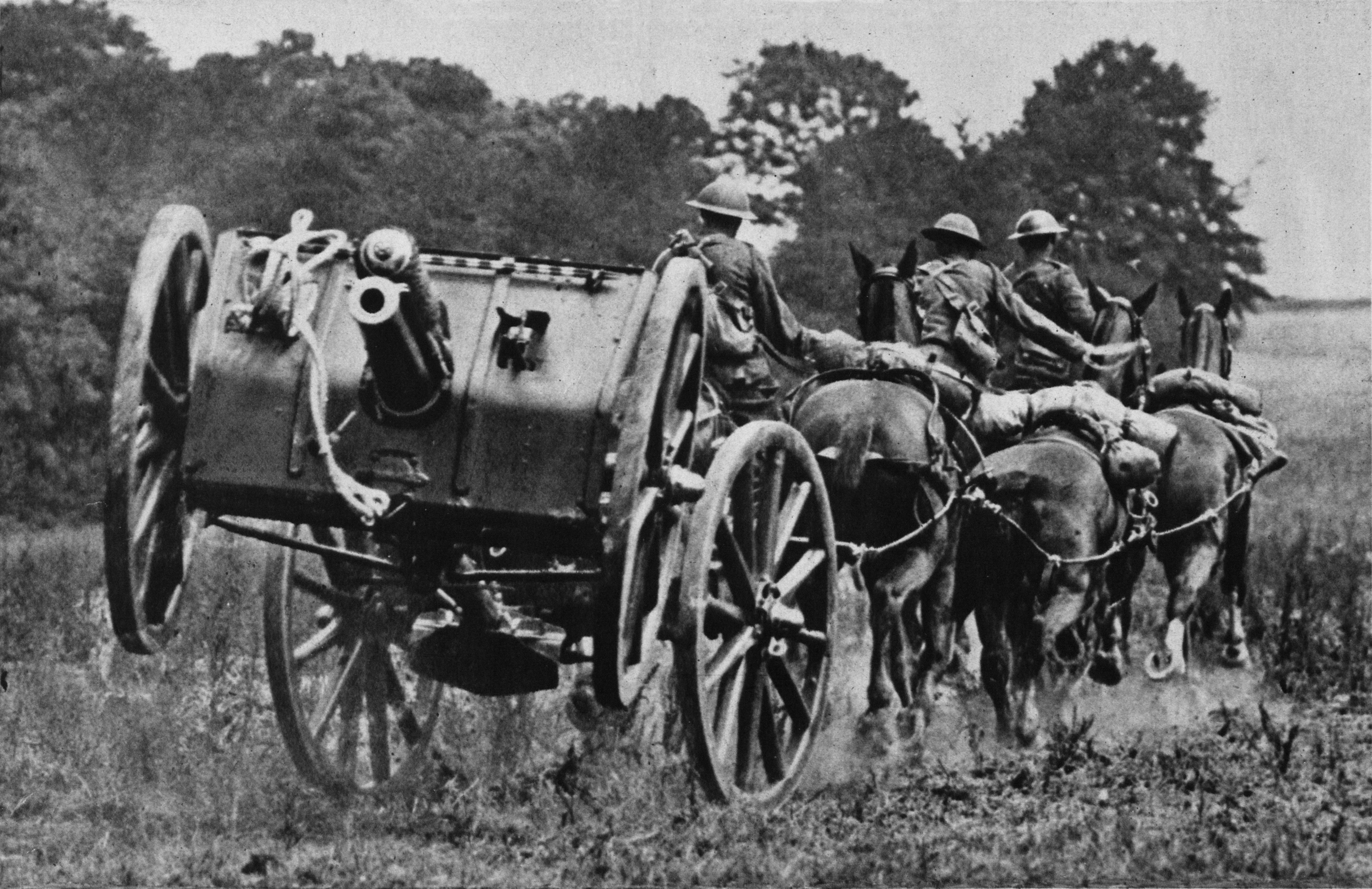
Artilerie călăreață

Artileria călăreață este o categorie de artilerie mobilă, destinată în principal pentru distrugerea forței vii a inamicului pe câmpul de luptă. Misiunea sa principală era de a asigura sprijinul de foc al trupelor de cavalerie în luptă. În această categorie intrau tunuri ușoare special adaptate.:p. 131